# Maningrididae
Maningrididae zijn een familie van weekdieren uit de klasse van de Gastropoda (slakken).

## Geslacht
- Maningrida Golding, Ponder & Byrne, 2007